# Marshmello
Christopher Comstock (Filadelfia, Pensilvania; 19 de mayo de 1992), conocido por su nombre artístico Marshmello, es un DJ, remezclador y productor discográfico estadounidense. Centrado en la música electrónica, empezó su carrera en 2015 y comenzó a ganar notoriedad internacional gracias a sus remixes de canciones de Jack Ü y Zedd, entre otros. Su canción «Alone» entró en el Billboard Hot 100. Ha colaborado con artistas como Selena Gomez, Juice WRLD, Anne-Marie, Miranda Cosgrove, Ookay, Jauz, Slushii y Syrah.
Marshmello lleva una máscara en forma de malvavisco (Marshmallow en inglés, de ahí su nombre) con unas "X" en sus ojos en sus apariencias públicas.En una entrevista, Skrillex se refirió a Marshmello como «Chris» cuando éste le llamó en medio de la entrevista, dando a entender que se trataba de Comstock y revelando así su identidad.A pesar de su anonimato, ha recibido numerosos reconocimientos internacionales en su breve carrera, iniciada en 2015. Su personaje de DJ enmascarado está inspirado en otros como Deadmau5, Cazzette, Mike Candys o Daft Punk;esta condición, su vestuario y escenografía, además de recurrentes «trucos publicitarios», como cuando el DJ Tiësto apareció disfrazado de Marshmello, o cuando Shawn Mendes también apareció disfrazado de él,también han contribuido a su éxito mediático.
Marshmello publicó su primera canción, titulada "WaVeZ", como un mix original en su página de SoundCloud. Esta canción, es de género Trap y Future Bass, con influencias de tropical house. A medida que iba lanzando más canciones, comenzó a recibir apoyo de DJs conocidos como Skrillex, quien compartió su canción "WaVeZ".
Marshmello lanzó su álbum debut, Joytime, el 8 de enero de 2016, el cual consta de 10 temas. Este trabajo discográfico fue publicado a través de su propio sello, Joytime Collective. Alcanzó el top de la lista de álbumes electrónicos de iTunes en el primer día de su lanzamiento. Dos sencillos promocionales salieron de este álbum: "Keep It Mello", junto al rapero Omar LinX, y "Want U 2".
Su primer tema con el sello Monstercat fue "Alone", que aparece en el recopilatorio Monstercat 027 - Cataclysm. El 19 de junio de 2016 se presentó en el Electric Daisy Carnival 2016 en Las Vegas, donde el DJ neerlandés Tiësto apareció en el escenario y utilizó su casco, aparentando ser Marshmello. El evento fue señalado tiempo después como un truco publicitario, que buscaba hacer énfasis en sus fechas de gira.
Un mes después publicó el video musical para "Alone" en YouTube, el cual alcanzó más de 100 millones de visitas en tres meses.
Para agosto de ese año anunció una gira titulada Ritual Tour, con la que se presentó en Estados Unidos, China, Corea del Sur, India y Paraguay, y la cual duró desde el 30 de septiembre de 2016 al 21 de enero de 2017.
El 27 de octubre pasa a formar parte del sello OWSLA, perteneciente a Skrillex, con el sencillo "Ritual", junto al cantautor Wrabel.
También se hicieron grandes eventos dedicados al DJ en el videojuego Fortnite (del cual también es jugador), de los cuales se pueden destacar un concierto en vivo dentro del mismo juego en la zona de Parque Placentero ocurrido en enero de 2019. Además, como parte de su colaboración con el juego ya mencionado, Epic Games diseñó un personaje jugable basado en el artista entre otros cosméticos, los cuales fueron distribuidos en la tienda del juego. Más adelante participó en la primera edición de la Fortnite World Cup, siendo en el Pro-Am junto con su compañero Ninja y también hizo una presentación musical en vivo durante las finales de la Fortnite World Cup en solitario. A pesar de no liderar el Top DJMag, entre 2018-2019, ha logrado posicionar dos álbumes consecutivos en el Billboard Hot Electronic Songs/Albums, y en iTunes.
En junio de 2019, publicó un nuevo sencillo, Rescue Me, una colaboración con la banda de rock estadounidense A Day to Remember publicada como primer sencillo del tercer álbum de Marshmello, Joytime III, lanzado el 2 de julio de 2019.
En mayo de 2020, el productor y DJ colaboró con la cantante estadounidense Halsey en el lanzamiento de Be Kind, un sencillo con el que alcanzaron el puesto 29 en la lista Billboard Hot 100. En julio del mismo año, Marshmello apareció en el álbum póstumo del rapero Juice WRLD, Legends Never Die, participando en los temas Come & Go y Hate the Other Side, que se auparon en los puestos dos y diez respectivamente en la lista Billboard Hot 100.
En mayo del año siguiente, Marshmello actuó durante la ceremonia inaugural de la final de la UEFA Champions League 2021. Un mes más tarde, publica su cuarto álbum de estudio, Shockwave, lanzado de forma independiente por el propio sello del artista, Joytime Collective. El álbum fue nominado a los premios Grammy en la categoría de Mejor álbum dance/electrónico.
En la creación de su Álbum “Sugar Papi” firmó un contrato con varias oficinas de Sony Music, en países como Argentina, México, Brasil y Chile.

## Personaje e identidad
El origen del nombre artístico de Marshmello viene de la fusión de las palabras Marsh "marshmallow" (en español, malvavisco o gominola) y de Mello, combinación de "melodic" (en español, "melódico") y de la palabra "mellow" (en español, "meloso" o "dulce"). La cabeza de su personaje fue inspirada por el productor de música electro house y DJ Deadmau5, que también usa una ortografía alternativa para su nombre artístico y lleva una cabeza de mascota de "ratón muerto". El reconocimiento de la contribución de Deadmau5 a la persona de Marshmello es evidente en el video musical de "Alone", que presenta al ratón de Marshmello, Joel (Joel Zimmerman es el nombre real de Deadmau5). 
En 2017, la revista Forbes reveló la verdadera identidad de Marshmello, indicando que se trata de Chris Comstock, también conocido como "Dotcom", al ver que la base de datos BMI (compañía de royalty) listó a Comstock como el compositor de "Alone". También coinciden con el tatuaje que tiene en la pierna, y también tienen voces similares, Los periodistas también especularon que Marshmello podría ser Martin Garrix, Jauz, o un super grupo con skrillex, o un colectivo de productores y DJs gestionados por Shalizi.

## Discografía

### Álbumes de estudio
- 2016: Joytime
- 2018: Joytime II
- 2019: Joytime III
- 2021: Shockwave
- 2023: Sugar Papi
- 2024: MelloDeath Tapes Vol. 1 EP

## Ranking DJ Mag
| DJ         | 2016 | 2017 | 2018 | 2019 | 2020 | 2021 | 2022 | 2023 | 2024 |
| ---------- | ---- | ---- | ---- | ---- | ---- | ---- | ---- | ---- | ---- |
| Marshmello | 28°  | 10°  | 10°  | 5°   | 11°  | 13°  | 26°  | 35°  | 34°  |

## Premios y nominaciones
| Año  | Premio                          | Nominado                      | Categoría                                | Resultado | Referencias |
| ---- | ------------------------------- | ----------------------------- | ---------------------------------------- | --------- | ----------- |
| 2025 | Nickelodeon Kids' Choice Awards | Colaboración musical favorita | «Slow Motion» junto a los Jonas Brothers | Nominados | [ 9 ]       |